# Robert Lutschounig
Robert Lutschounig (* 27. April 1953) ist ein österreichischer Landwirt und Politiker (ÖVP). Er war Abgeordneter zum Landtag und war Landesrat in Kärnten. 

## Ausbildung und Beruf
Lutschounig besuchte nach der Volks- und Hauptschule die Handelsschule sowie die landwirtschaftliche Fachschule. Er legte die Landwirtschaftsmeisterprüfung ab und absolvierte die Gastgewerbekonzessionsprüfung. 
Seit 25. Mai 2009 ist Lutschounig Aufsichtsratsvorsitzender der Raiffeisenlandesbank Kärnten.

## Politik
Lutschounig ist seit 1980 Gemeinderat in Maria Rain und seit 1991 Kammerrat in der Landwirtschaftskammer. Er wurde im Juni 1992 zum ÖVP-Bezirksparteiobmann von Klagenfurt-Land gewählt und zog am 19. April 1994 in den Kärntner Landtag ein. Zwischen dem 7. Juni 1994 und dem 8. April 1999 war Lutschounig Landesrat, bevor er am 8. April 1999 erneut als Landtagsabgeordneter angelobt wurde. Ab dem 21. März 2004 war Lutschounig zudem stellvertretender Klubobmann. 
Am 6. März 2004 schlug Lutschounig in Klagenfurt, bei einer vom Verein gegen Tierfabriken (VgT) angemeldeten legalen Demonstration, dem Obmann des VgT Martin Balluch während einer Rede ins Gesicht und zerriss ein kritisches Transparent. Lutschounig leugnete erst, gab jedoch später die Tat vor Gericht zu und wurde zu 700 € Schadensersatz und Schmerzensgeld verurteilt. 2007 konnte sich Lutschounig bei der Neuwahl des ÖVP-Klubobmanns nicht durchsetzen, obwohl drei von vier Landtagsabgeordnete der ÖVP für Lutschounig gestimmt hatten. Stattdessen wurde Stephan Tauschitz als Klubobmann gewählt.

## Privates
Lutschounig ist verheiratet und Vater zweier Söhne sowie einer Tochter. Lutschounig lebt in Maria Rain.